# Psychrolutidae
Famille
Les Psychrolutidae (en français Psychrolutidés) sont une famille de poissons téléostéens.

## Caractéristiques
Certaines espèces de cette famille, et en particulier celles du genre Psychrolutes (comme Psychrolutes marcidus), sont connues du grand public pour certaines photos cocasses voire répugnantes qui ont créé le buzz sur internet (souvent sous le nom de « blobfish »), qui les ont valu le surnom d'« animaux les plus laids du monde ». Leur peau épaisse et molle en est la cause, ainsi que l'énorme différentiel de pression que subissent ces animaux quand on les remonte brutalement des milliers de mètres de profondeur où ils vivent : dans leur environnement, leur aspect est beaucoup moins risible. 
En 2013, ce poisson est voté le plus laid du monde. En 2025, la Nouvelle-Zélande élu l'animal comme « poisson de l'année » .

## Liste des genres et espèces
Selon FishBase (12 février 2016) :
- genre Ambophthalmos Jackson & Nelson, 1998
  - Ambophthalmos angustus
  - Ambophthalmos eurystigmatephoros Jackson & Nelson, 1999
  - Ambophthalmos magnicirrus
- genre Cottunculus Collett, 1875
  - Cottunculus granulosus Karrer, 1968
  - Cottunculus konstantinovi Myagkov, 1991
  - Cottunculus microps Collett, 1875
  - Cottunculus nudus Nelson, 1989
  - Cottunculus sadko Essipov, 1937
  - Cottunculus spinosus Gilchrist, 1906
  - Cottunculus thomsonii
  - Cottunculus tubulosus Byrkjedal & Orlov, 2007
- genre Dasycottus Bean, 1890
  - Dasycottus setiger Bean, 1890
- genre Ebinania Sakamoto, 1932
  - Ebinania australiae Jackson & Nelson, 2006
  - Ebinania brephocephala
  - Ebinania costaecanariae
  - Ebinania gyrinoides
  - Ebinania macquariensis Nelson, 1982
  - Ebinania malacocephala Nelson, 1982
  - Ebinania vermiculata Sakamoto, 1932
- genre Eurymen Gilbert & Burke, 1912
  - Eurymen bassargini Lindberg, 1930
  - Eurymen gyrinus Gilbert & Burke, 1912
- genre Gilbertidia Berg, 1898
  - Gilbertidia dolganovi Mandrytsa, 1993
  - Gilbertidia pustulosa Schmidt, 1937
- genre Malacocottus Bean, 1890
  - Malacocottus aleuticus
  - Malacocottus gibber Sakamoto, 1930
  - Malacocottus kincaidi Gilbert & Thompson, 1905
  - Malacocottus zonurus Bean, 1890
- genre Neophrynichthys Günther, 1876
  - Neophrynichthys heterospilos Jackson & Nelson, 2000
  - Neophrynichthys latus
- genre Psychrolutes Günther, 1861
  - Psychrolutes inermis
  - Psychrolutes macrocephalus
  - Psychrolutes marcidus
  - Psychrolutes marmoratus
  - Psychrolutes microporos Nelson, 1995
  - Psychrolutes occidentalis Fricke, 1990
  - Psychrolutes paradoxus Günther, 1861
  - Psychrolutes phrictus Stein & Bond, 1978
  - Psychrolutes sigalutes
  - Psychrolutes sio Nelson, 1980
  - Psychrolutes subspinosus

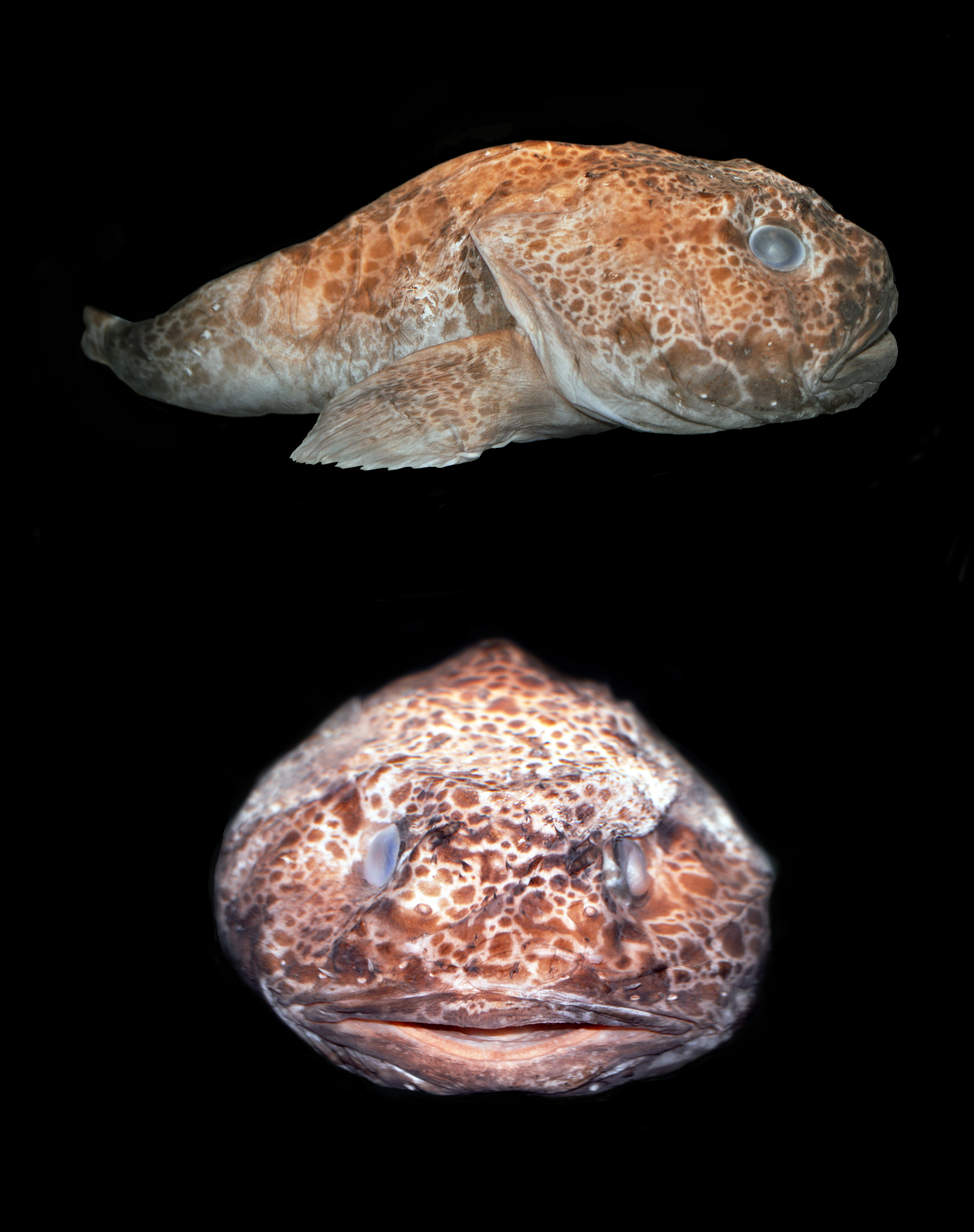
Ambophthalmos angustus.
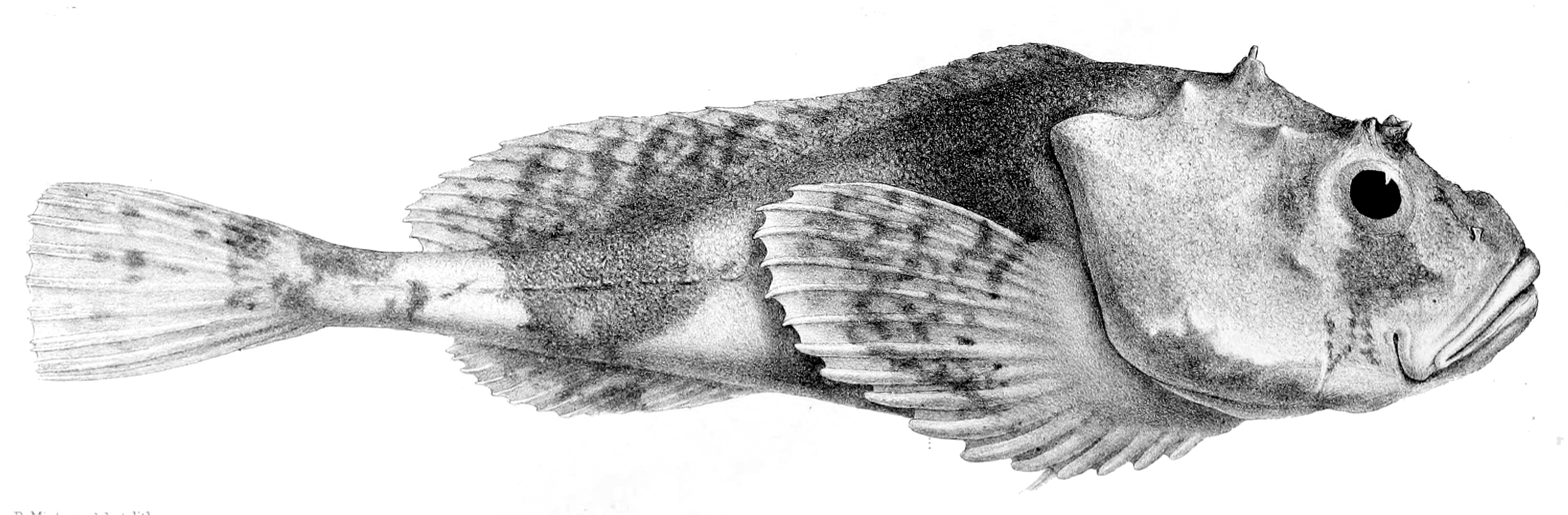
Cottunculus microps.
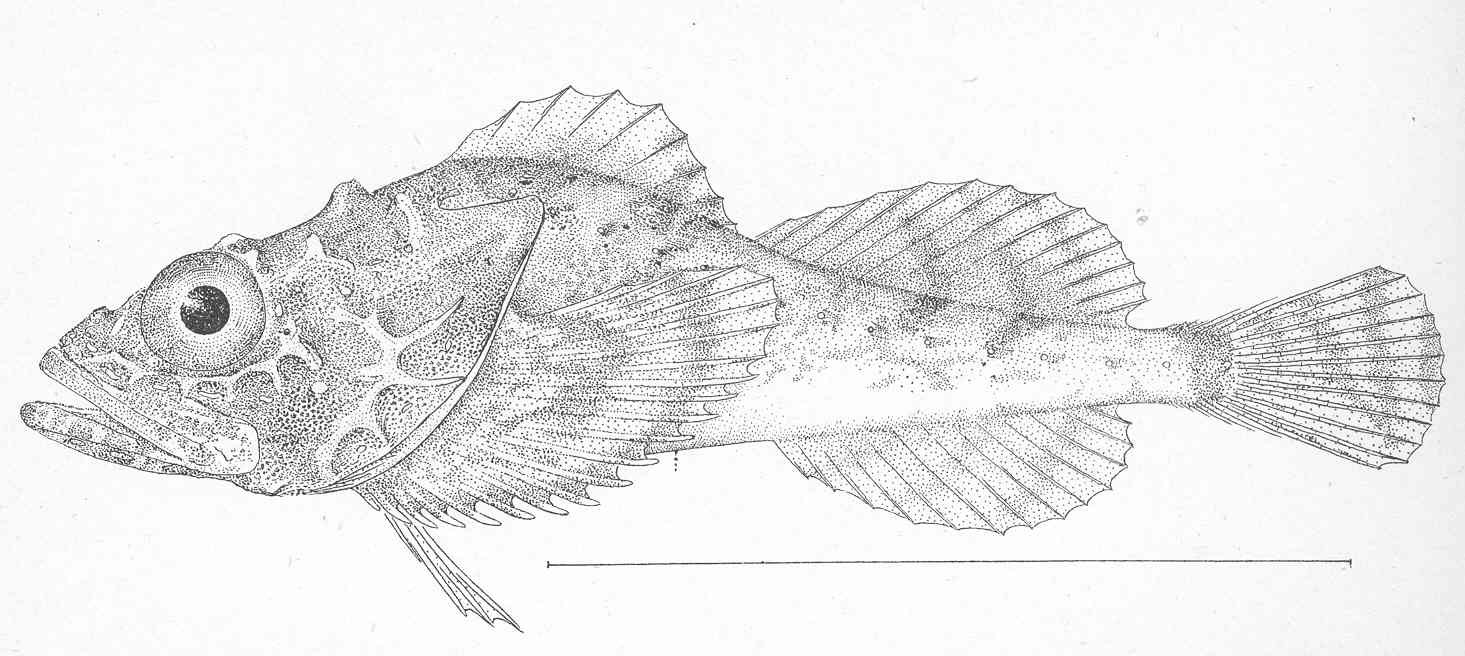
Dasycottus setiger.
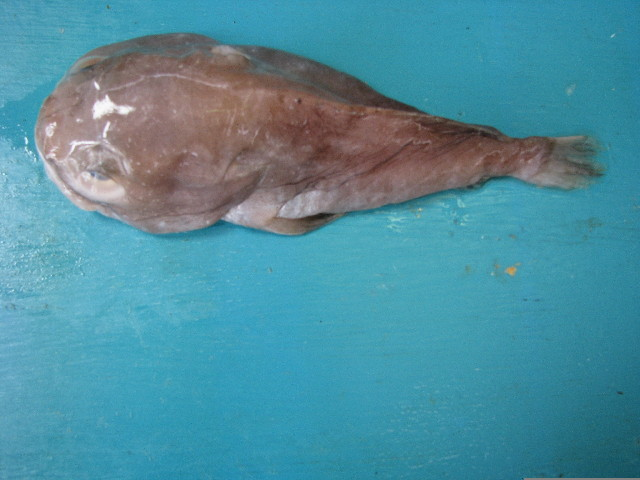
Ebinania costaecanariae.
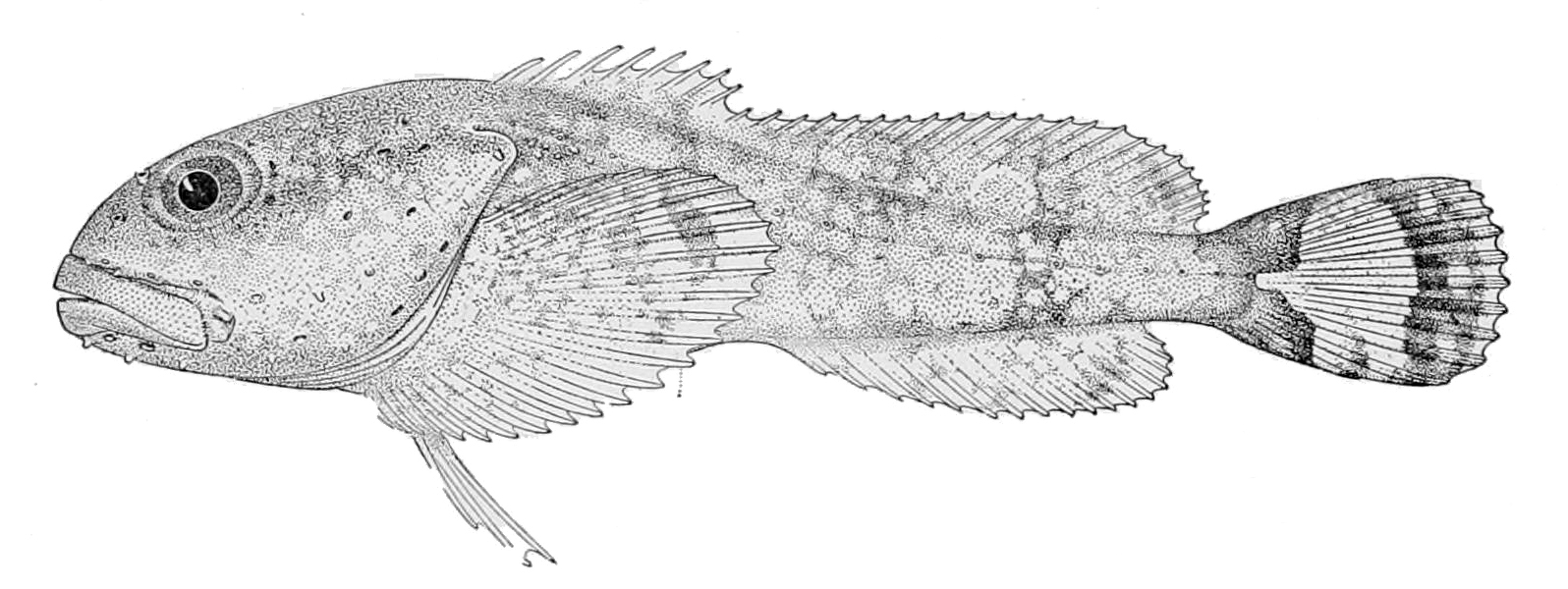
Eurymen gyrinus.
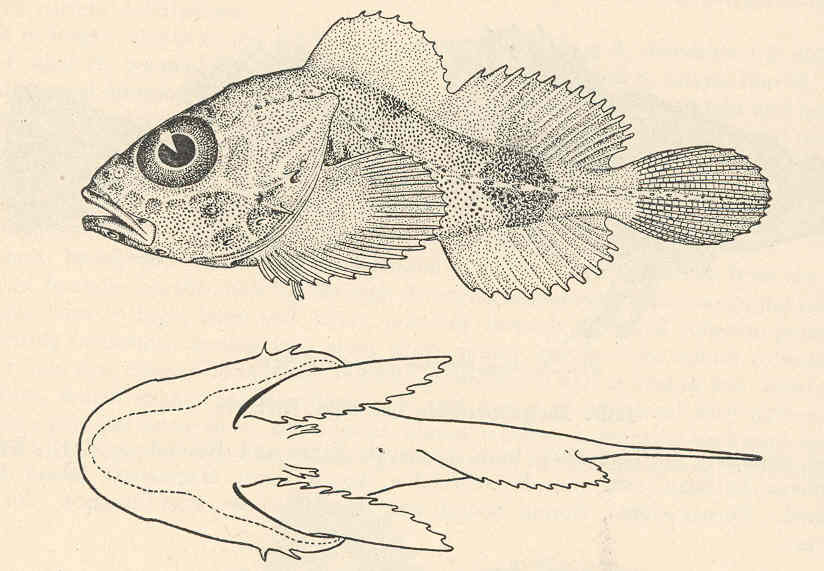
Malacocottus zonurus.
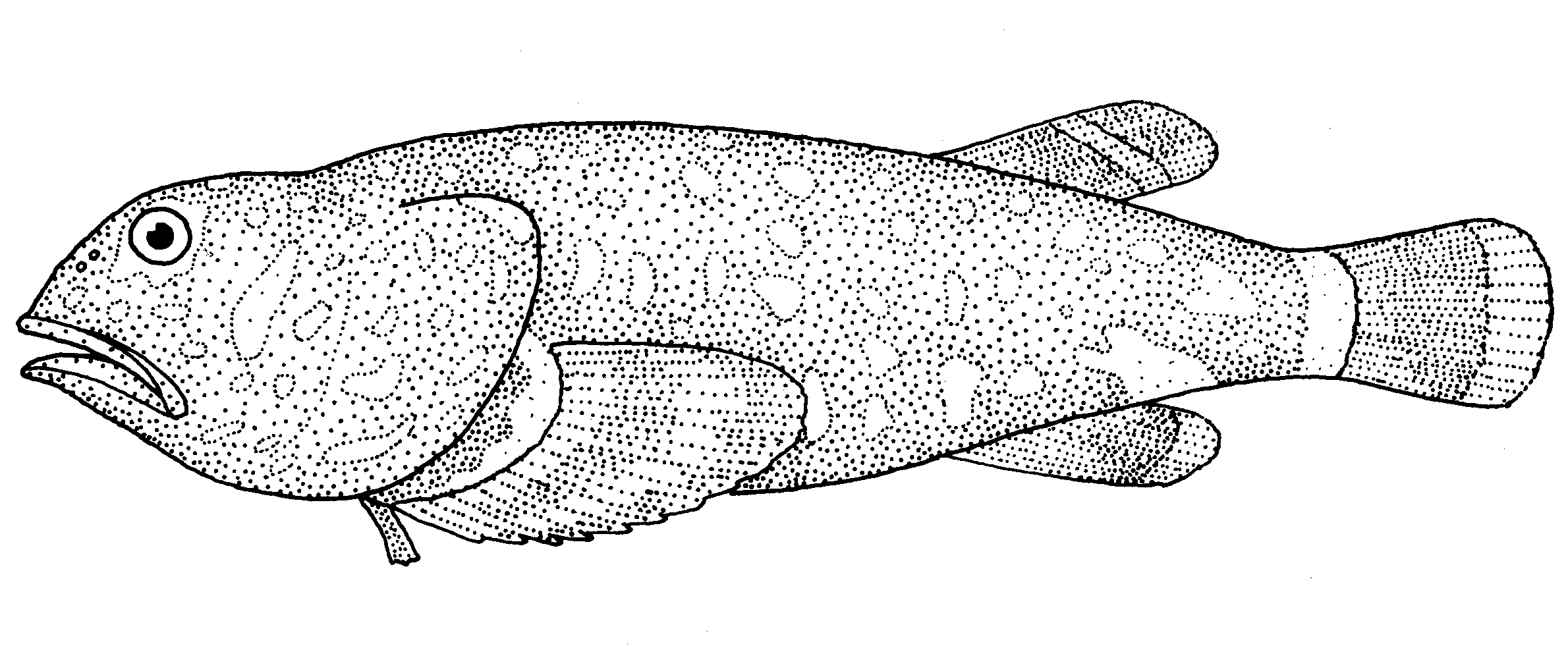
Neophrynichthys latus.
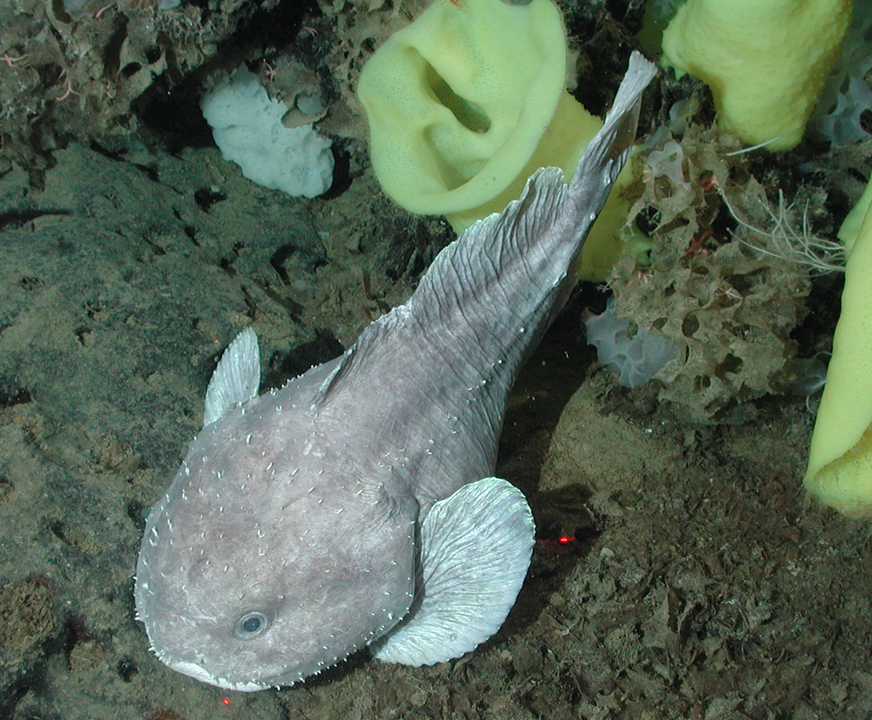
Psychrolutes phrictus.